# Marcos Alvarez
Marcos Alvarez és un futbolista alemany. Va començar com a futbolista al FSV 08 Neuberg.